# سامان اربابی
سامان اربابی (زادهٔ ۱۹۷۳) روزنامه‌نگار، خبرنگار، کاریکاتوریست، طراح مد و لباس و تهیه‌کننده تلویزیونی است.

## زندگی
او ابتدا به همراه خانواده‌اش به فرانسه مهاجرت کرد و سپس در سال ۱۹۸۵ در آمریکا ساکن شد. او در حوزه ارتباطات جمعی و هنر تحصیل کرده‌ است. اربابی برنده جایزه بهترین روزنامه‌نگار و کاریکاتوریست تمام وقت، در واشینگتن دی.سی. شده‌ است. فعالیت‌های روزنامه‌نگاری او شامل روزنامه‌نگاری در حوزه کشورهای خاورمیانه نظیر عراق، افغانستان، لبنان، فلسطین، کرانه باختری، سوریه، مصر، بحرین، ایران و امارات متحده عربی می‌شود.
او هم‌اکنون تهیه‌کننده برنامه تبلت در صدای آمریکا است.